# 綠簾石
綠簾石（英语：epidote），一種雙矽酸鹽礦物礦物，化學式為Ca2(Al, Fe)3(SiO4)3(OH)，屬於從火成岩變質而成的變質岩礦物，在矿物学上属于绿帘石族。成分不稳定，但在一定的范围内变化，成分中的Al和Fe是完全类质同象替代。Fe3+在分子式的数目中可大于1，称为富铁绿帘石。
其硬度為6~7，比重為3.4。绿帘石可与斜黝帘石形成一完全类质同象系列。

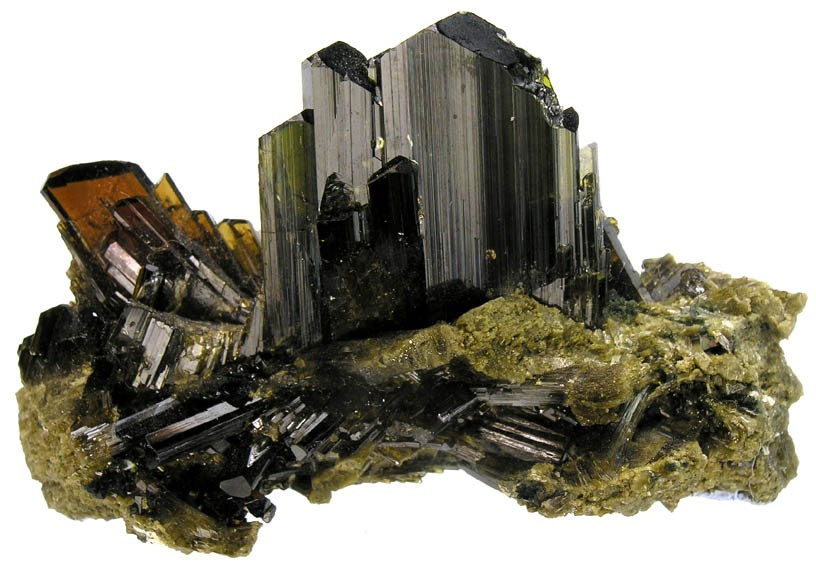
绿帘石的柱状晶体，可见晶面条纹

## 形态
绿帘石属于單斜晶系。晶体常以柱狀出現於自然界，柱面具备纵纹，有些晶体可见深的沟状平行条纹；常见晶簇；集合体呈粒状、放射状、纤维状或块状。双晶极其罕见。

## 光学性质

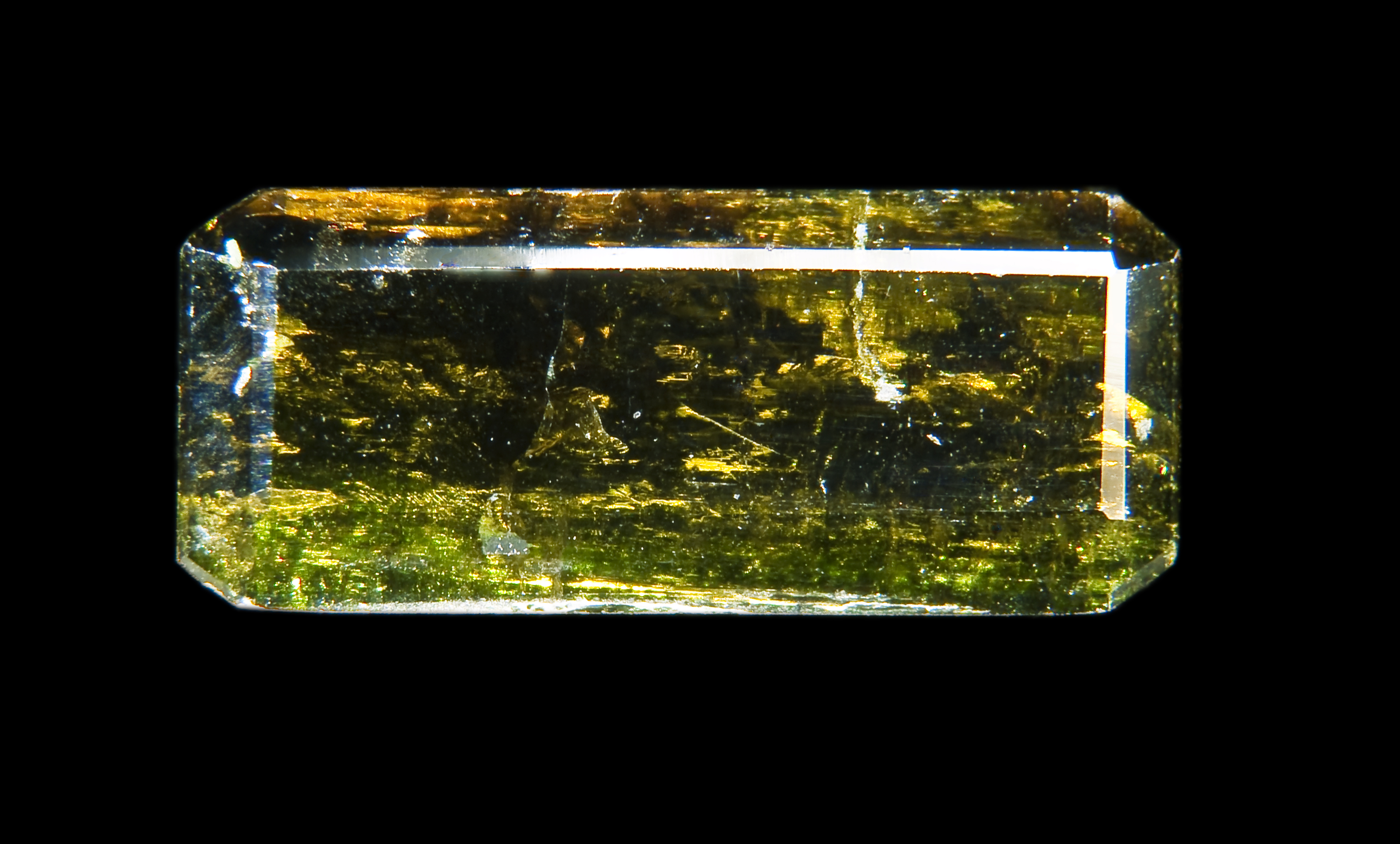
绿帘石刻面，可见强多色性

绿帘石擁有玻璃光澤，透明至微透明，顏色随Fe3+含量增加而变深，常见綠色、棕色、灰色、黑褐色或红色，如果有少量的Mn类质同象代替，则可呈现不同深浅的粉红色。

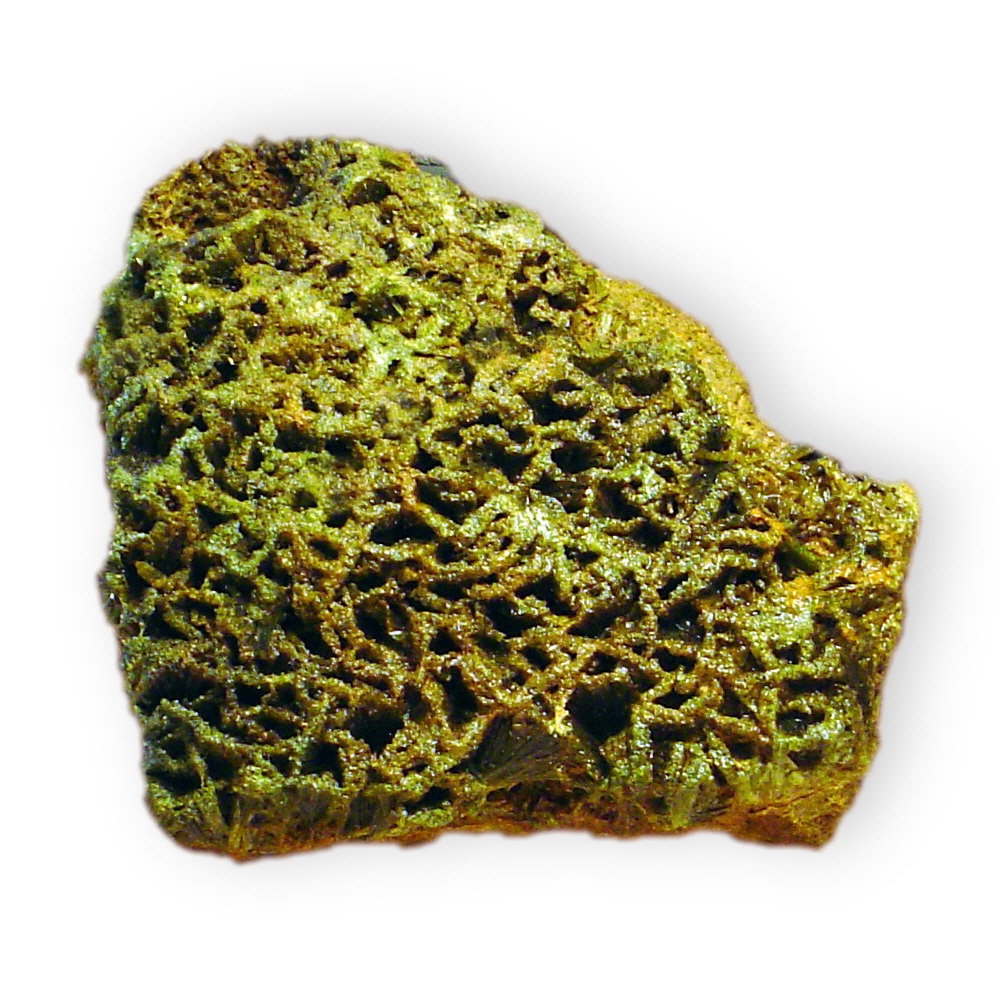
纤维状的绿帘石

绿帘石的折射率为1.736~1.770，双折射率为0.034。
绿帘石具有强多色性，为绿色、褐色和黄色。

## 产状&产地
绿帘石在热液蚀变的基性火山岩中广泛分布，也常见于接触交代矿床中，是矽卡岩矿物石榴石、符山石、长石、辉石、角闪石、黑云母等遭受热液作用而形成的蚀变产物。由于其物理化学性质稳定，绿帘石是沉积岩中常见的碎屑矿物。
宝石级暗绿色绿帘石晶体产出于奥地利的萨尔茨堡和法国的阿尔卑斯山区。其它另有俄罗斯、意大利、挪威、巴西、莫桑比克和墨西哥。

## 应用
中酸性钙碱性岩浆岩中岩浆成因的绿帘石可以作为有效的地质压力计，反映岩体固结侵位的深度，还可用于估算岩浆上升侵位速率。
绿帘石晶体因为解理完全，脆性大，很少能被切磨成宝石。但绿帘石参与组成的绿帘花岗岩可切磨成弧面宝石或磨成珠子以绿帘花岗岩的名字出售。暗绿色的绿帘石适合切磨抛光，其它的适合滚磨。